# Joseph Salvador
Joseph Salvador (* 6. Januar 1796 in Montpellier; † 17. März 1873 in Versailles) war ein französischer Historiker des Judentums und ein Vertreter der jüdischen Emanzipation. 

## Leben
Joseph Salvadors Vater war jüdisch und stammte aus einer alteingesessenen Marranenfamilie, die Mutter war eine katholische Christin. Seit seiner Kindheit stand er im Kontakt mit Protestanten. In seinen damals sehr umstrittenen Werken beschrieb er das Judentum als Verkörperung der Ideale der französischen Revolution. Er leistete Beiträge zum Verständnis der Beziehungen von Juden und Christen und beschäftigte sich mit dem Leben Jesu. Er war auf diese Weise der erste moderne Autor, der eine jüdische Sicht auf Jesus veröffentlichte. Salvador beschrieb Jesus als Jude, was als ein früher Ansatz des interreligiösen Dialogs verstanden werden kann. Seinem Wunsch gemäß wurde er im protestantischen Friedhof in Le Vigan in den Cevennen beerdigt. In Le Vigan lebte indes sein Bruder Benjamin nach dem jüdischen Religionsgesetz. Der jüdische Gottesdienst wurde dort von Rabbiner Weyl aus Nîmes unter Teilnahme von Katholiken und Protestanten gefeiert.

## Werke (Auswahl)
- Histoire des institutions de Moïse, 1822. 
  - Geschichte der mosaischen Institutionen, 3 Bände, Brüssel 1829/30.
- Histoire de la domination romaine en Judée et de la ruine de Jérusalem, 1847.
  - Geschichte der Römerherrschaft in Judäa und der Zerstörung Jerusalems, ins Deutsche übersetzt von Ludwig Eichler, 2 Bände, Bremen 1847.